# Fredrik Haraldseth
Fredrik Haraldseth (23 februari 1992) is een Noors veldrijder en mountainbiker. In het seizoen 2015-2016 werd hij Noors kampioen veldrijden en 4de in het Noors kampioenschap mountainbike cross country.

## Overwinningen

### Cross
| Seizoen   | Wereldbeker | Superprestige | DVV Trofee | WK  | EK  | NK   | Overige   | Totaal aantal zeges |
| --------- | ----------- | ------------- | ---------- | --- | --- | ---- | --------- | ------------------- |
| 2015-2016 |             |               |            | 53e | DNS | Goud |           | 1                   |
| 2016-2017 |             |               |            |     |     |      | Stockholm | 1                   |
| 2017-2018 |             |               |            |     |     |      |           | 0                   |